# 京都市立藤城小学校
京都市立藤城小学校（きょうとしりつ ふじしろしょうがっこう）は、京都府京都市伏見区にある公立小学校。

## 沿革
- 1983年9月 - 用地買収が決定
- 1984年7月 - 校名、校歌、校章が決定
- 1985年4月 - 京都市立藤ノ森小学校内に東分校開設
- 1986年1月 - 新校舎へ順次移転
- 1986年4月 - 京都市立藤ノ森小学校から独立し、京都市立藤城小学校として開校
- 1993年9月 - 新校舎が全竣工

## 主な進学先
- 京都市立藤森中学校

## 交通アクセス
- 京阪本線 丹波橋駅下車
- 近鉄京都線 近鉄丹波橋駅下車
- JR奈良線 JR藤森駅下車

## 通学区域が隣接している学校
- 京都市立藤ノ森小学校
- 京都市立桃山小学校
- 京都市立桃山東小学校
- 京都市立栄桜小中学校
- 京都市立深草小学校